# Джо Манчин
Джо̀узеф Ма̀нчин (на английски: Joseph Manchin, [ˈd͡ʒoʊsəf ˈmæntʃɪn]) е американски политик от Демократическата партия (до 2024).
Роден е на 24 август 1947 година във Фармингтън, Западна Вирджиния, в католическо семейство на собственик на магазин за обзавеждане с италиански произход. През 1970 година завършва бизнес администрация в Западновирджинския университет, след което работи в семейния бизнес, а през 1988 година основава предприятие, извършващо спомагателни дейности във въгледобива. Избиран е за член на Камарата на делегатите на Западна Вирджиния (1982 – 1986), член на щатския Сенат (1986 – 1996), държавен секретар на щата (2000 – 2004) и губернатор на Западна Вирджиния (2005 – 2010). От 2010 година е член на Сената на Съединените щати, където става известен като демократа с най-близки до републиканците възгледи. Политическите му позиции му дават голямо влияние след 2020 година, когато двете партии имат равен брой представители в Сената.